# معبد یا مسجد غار
معبد یا مسجد غار مربوط به دوران پیش از تاریخ ایران باستان است و در شهرستان آذرشهر، بخش مرکزی، روستای بادامیار واقع شده و این اثر در تاریخ ۱ فروردین ۱۳۴۷ با شمارهٔ ثبت ۷۷۹ به‌عنوان یکی از آثار ملی ایران به ثبت رسیده است.